# Химерообразные
Химерообра́зные, или химе́ры (лат. Chimaeriformes), — отряд хрящевых рыб из подкласса цельноголовых. Группа насчитывает около 50 современных видов. Большинство представителей обитает на глубине более 500 метров. Это морские рыбы, населяющие материковый склон. Достигают длины 2 м. Откладывают яйца. Рацион состоит из донных беспозвоночных и мелких рыб.

## Внешний вид
Скелет хрящевой. Череп аутостилический (голостилический). С каждой стороны тела имеется по одному жаберному отверстию. 2 спинных плавника. Первый имеет вертикальный постав, основание короткое с крупным шипом. Второй спинной плавник невысокий с длинным основанием. Рот нижний. Зубы в виде жующих пластин. У самцов имеются птеригоподии.

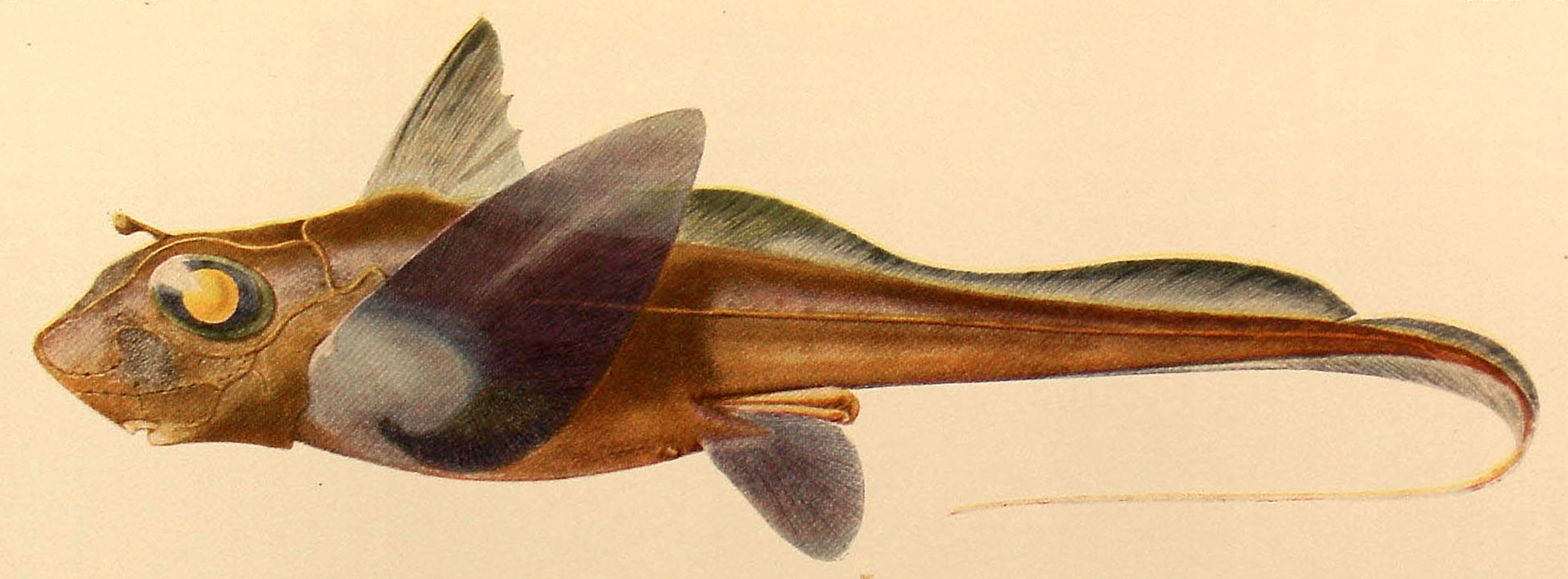
Hydrolagus mirabilis. Крыловидные грудные плавники, бичевидный хвост и боковая линия — характерные признаки химер

## Размножение и развитие
Химеры раздельнополы. Как и у других хрящевых рыб, осеменение проходит в форме спаривания. Для всех видов характерно яйцерождение. Яйца заключены в хрящевую капсулу. Поскольку большинство видов обитает на больших глубинах, данные о репродуктивной биологии этой группы очень ограничены.

## Питание
Традиционно считается, что химеры питаются очень твёрдой пищей (например, моллюсками). В первую очередь, эти представления связаны со строением челюстного аппарата химер, который способен сжимать объекты с силой, превышающей 100 ньютонов. Однако немногочисленные прямые исследования питания позволяют говорить о том, что рацион химер не ограничивается организмами с твёрдыми покровами (моллюсками и иглокожими), но также включает полихет, ракообразных и даже мелких придонных рыб. Кроме того, описаны случаи каннибализма: некоторые химеры способны поедать как взрослых представителей своего вида, так и яйца.

## Паразитофауна
Кроме обычных для рыб паразитических плоских червей из класса моногеней, химеры оказываются единственными известными хозяевами представителей другого класса плоских червей — гирокотилид, взрослые формы которых паразитируют в спиральном клапане кишечника.

## Палеонтология
Древнейшие представители отряда найдены в нижнекаменноугольных отложениях Подмосковья, их возраст составляет около 338—332 млн лет.

## Классификация
В состав отряда включают 3 современных семейства и 6 родов:
- Семейство Callorhinchidae Garman, 1901
  - Род Callorhinchus Lacépède, 1798
- Семейство Rhinochimaeridae Garman, 1901
  - Род Harriotta Goode & Bean, 1895
  - Род Neoharriotta Bigelow & Schroeder, 1950
  - Род Rhinochimaera Garman, 1901
- Семейство Chimaeridae Bonaparte, 1831
  - Род Chimaera Linnaeus, 1758
  - Род Hydrolagus Gill, 1863

## Взаимодействие с человеком
Попадаются в качестве прилова. Яйца европейской химеры употребляют в пищу. Жир, добываемый из печени, используют как лекарство. Мясо съедобное, но жёсткое. Из химер вырабатывают рыбную муку.